# Eulithis packardata
Eulithis packardata là một loài bướm đêm trong họ Geometridae.